# مقاطعات كازاخستان

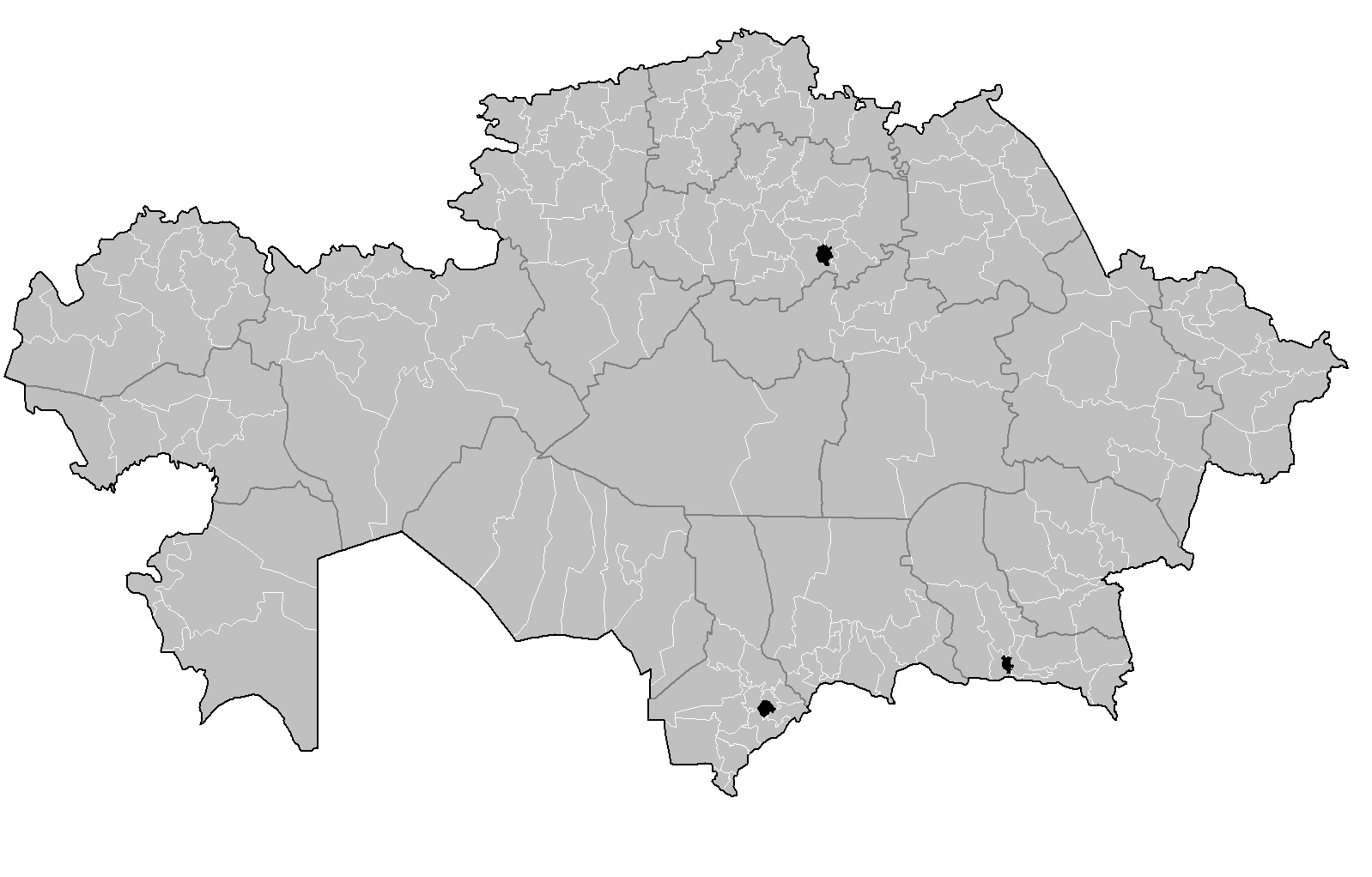
مناطق كازاخستان

تنقسم أقاليم (أوبليس) كازاخستان إلى 177 منطقة ((بالقازاقية: аудандар)‏ ، audandar). المناطق المذكورة أدناه ،هناك 160 منطقة ريفية و 17 منطقة حضرية في كازاخستان. 
المقاطعات حسب الإقليم: 

## أكمولا
- منطقة أكول
- منطقة ارشالي
- منطقة استراخان
- منطقة أتبسار
- منطقة بولاندي
- منطقة بوراباي
- منطقة إيجينديكول
- منطقة اينبيكشيلدار
- منطقة اريمنتاو
- منطقة ايسيل
- منطقة كورغالزين
- منطقة سانديكاو
- منطقة شاندي
- منطقة تسيلينوغراد
- منطقة زيريندي
- منطقة تشاكسى
- منطقة زرقين

## أكتوبي
- منطقة آلغا
- منطقة آيتك بي
- منطقة بايجانين
- منطقة كارغالي
- منطقة كرومتاو
- منطقة مارتوك
- منطقة موغالزهار
- منطقة اويل
- منطقة شالكار
- منطقة تمير
- منطقة يرغيز

## ألماتي
- منطقة أكسو
- منطقة الأكول
- منطقة بلخاش
- منطقة انبيكشيكازاخ
- منطقة اسكيلدي
- منطقة إيل
- منطقة كاراساي
- منطقة كاراتال
- منطقة كيربولاك
- منطقة كوكسو
- منطقة بانفيلوف
- منطقة الريمبيك
- منطقة ساركانت
- منطقة تالغار
- منطقة الويغور
- منطقة جامبيل

## أتيراو
- منطقة إيندر
- منطقة إيساتاي
- منطقة كورمانجازي
- منطقة كيزيلكوجا
- منطقة مكات
- منطقة مخمبيت
- منطقة تشيليوي

## كازاخستان الشرقي
- منطقة آباي ، شرق كازاخستان [1]
- منطقة أياغوز
- منطقة بيسكاراجاي
- منطقة بورودليخا
- منطقة غليبوكوي
- منطقة كاتونكاراغاي
- منطقة كوكبيكتي
- منطقة كرشيم
- منطقة شمونيخة
- منطقة تارباجاتاي
- منطقة أولان
- منطقة أورزهار
- منطقة زيسان
- منطقة زارما
- منطقة زريانوفسك

## كراغندي
- منطقة أبي
- منطقة أكتوجاي
- منطقة بوخار تشيراو
- منطقة كركرالي
- منطقة نورا
- منطقة أوساكاروف
- منطقة شيت
- منطقة أوليتو
- منطقة زهاناركا

## كوستناي
- منطقة ألتينسين [2]
- منطقة امانجيلدي
- منطقة أوليكول
- منطقة دينيسوف
- منطقة فيودوروف
- منطقة كامستي
- منطقة كاراباليك
- منطقة كاراسو
- منطقة كوستناي
- منديكارا
- منطقة نويرزيم
- منطقة ساريكول
- منطقة تاران
- منطقة أوزونكول
- منطقة تشانغيلدي
- منطقة زتيكارا

## كيزيلوردا
- منطقة آرال
- منطقة كارماكشي
- منطقة كازالي
- منطقة شيلي
- منطقة سيرداريا
- منطقة زلاغاش
- منطقة جاناكورغن

## مانكيستاو
- منطقة بينو
- منطقة الكركية
- منطقة مانجيستاو
- منطقة المنيلي
- منطقة توبكاراجان

## كازاخستان الشمالي
- منطقة أيرتو [3]
- منطقة عكاين
- منطقة أكجار
- منطقة ايسيل
- منطقة غابيت ميوسيريبوف (تسيليني)
- منطقة كيزيلزهار
- منطقة ماغشان زوماباييف (بولاييف)
- منطقة مامليوت
- منطقة شال آكين (سيرجيف)
- منطقة تاينشا
- منطقة تيريازيف
- منطقة اوالاخانوف
- منطقة زمبيل

## بافلودار
- منطقة أكو [4] [5]
- منطقة أكتوجاي ، إقليم بافلودار
- منطقة بيانول
- منطقة إرتيس
- منطقة كشير
- منطقة ماي
- منطقة بافلودار
- منطقة شربتي
- منطقة اسبن
- منطقة تشيليزين

## كازاخستان الجنوبي
- منطقة بايديك [6]
- منطقة كازيجورت
- منطقة مكترال
- منطقة اورداباسي
- منطقة اويطر
- منطقة سارياغاش
- منطقة صيرم
- منطقة شرارة
- منطقة سوزاك
- منطقة تول بي
- منطقة تولكيباس

## كازاخستان الغربية
- منطقة أكزيك
- بوكي أوردا
- منطقة بوريلي
- منطقة كاراتوبي
- منطقة كازتال
- منطقة شينجيرلاو
- منطقة سيريم
- منطقة تاسكالا
- منطقة تيريكتي
- منطقة زيلينوف
- منطقة تشاناكالا
- منطقة زنيبيك

## جامبيل
- منطقة بايزك
- منطقة كوردي
- منطقة ميرك
- منطقة موينكوم
- منطقة ساريسو
- منطقة شو
- منطقة تالاس
- منطقة تورار ريسكولوف
- منطقة زمبيل
- منطقة جوالي

## مدينةأستانا
- منطقة ألماتي
- منطقة ايسيل
- منطقة ساريكا

## مدينةألماتي
- منطقة الملي
- منطقة الاتاو
- منطقة أوزوف
- منطقة بوستانديك
- منطقة زهتيسو
- منطقة ميديو
- منطقة نوريزباي
- منطقة تركسب

## مدينةشيمكنت
- منطقة ابي
- منطقة الفارابي
- منطقة انبيكشينسكي
- منطقة كاراتاو

## مدينةقراغندي
- منطقة كازيبيك بي
- منطقة بوكيخان

## روابط خارجية
- Statoids
- مناطق كازاخستان (خريطة باللغة الإنجليزية)
- مناطق كازاخستان (الخريطة باللغة الروسية)
- التقسيمات الفرعية لكازاخستان باللغات المحلية